# Варшер, Сергей Абрамович
Сергей Абрамович (Эдуардович) Варшер (8 (20) ноября 1854, Екатеринослав — 9 (21) марта 1889, Москва) — историк литературы и педагог.

## Биография
В 1881 году окончил историко-филологический факультет Императорского Московского университета, был оставлен на кафедре истории всеобщей литературы и начал преподавать в различных учебных заведениях Москвы (в том числе в военном училище, 2-й женской гимназии).
Его перу принадлежат статьи: «Литературный противник Шекспира» («Русская мысль». — 1886. — № 8), «День в английском театре времен Шекспира» («Русская мысль». — 1897. — № 10); «Драматурги современные Шекспиру» и «Школа Шекспира» («История всеобщей литературы» под редакцией В. Корша и А. Кирпичникова, выпуск XXI).
Был женат на француженке Нине Депельнор. Дочь — Татьяна Сергеевна Варшер (1880—1960), итальянский археолог, мемуаристка, журналист. Другая дочь, Нина Сергеевна Варшер, была замужем за видным статистиком и демографом Ф. Д. Маркузоном (1884—1957).
Умер в 1889 году. Похоронен на Ваганьковском кладбище (6 уч.).